# Manning Haynes
Horace Manning Haynes, noto come  H. Manning Haynes o semplicemente come Manning Haynes (Lyminster, 1889 – Epsom, 3 marzo 1957), è stato un regista e attore britannico.

## Biografia
Aveva sposato la sceneggiatrice Lydia Hayward, con la quale lavorò più volte. Iniziò la carriera cinematografica come attore cinematografico nel 1917, mentre negli anni venti si dedicò alla regia.

## Filmografia particolare

### Attore
- The Lost Chord, regia di Wilfred Noy (1917)
- Lead Kindly Light (1918)
- Linked by Fate (1919)

### Regista
- London Love (1926)
- Those Who Love (1929)
- Should a Doctor Tell? (1930)
- To Oblige a Lady (1931)
- The Perfect Flaw (1934)
- Tomorrow We Live (1936)